# Кыши (Кировская область)
Кыши — деревня в Нагорском районе Кировской области в составе Чеглаковского сельского поселения.

## География
Находится на расстоянии менее 2 километров на северо-запад от районного центра поселка Нагорск.

## История
Упоминается с 1836 года как починок Кышевский, основанный жителями  деревни Сухининской. В 1873 году в ней было отмечено 8 дворов и 78 жителей. В 1905 году дворов 10 и жителей 67, в 1926 15 и 77, в 1950 13 и 53. в 1989 году учтено 22 жителя.

## Население
Постоянное население  составляло 23 человека (русские 96%) в 2002 году, 6 в 2010.